# Макссё, Андреас
Андреас Беюэр Макссё (дат. Andreas Beyer Maxsø; род. 18 марта 1994, Видовре, Дания) — датский футболист, защитник клуба «Колорадо Рэпидз» и сборной Дании. Участник Олимпийских игр 2016 года в Рио-де-Жанейро.

## Клубная карьера
Макссё — воспитанник клуба «Норшелланн». 9 декабря 2013 года в матче против «Копенгагена» он дебютировал в датской Суперлиги. В том же году Андреас помог команде занять второе место в чемпионате. В 2014 году Макссё выиграл конкуренцию и стал основным защитником клуба. 15 апреля 2016 года в поединке против «Хобро» он забил свой первый гол за «Норшелланн».
4 августа 2017 года Макссё перешёл в турецкий «Османлыспор». 13 августа в матче против «Ени Малатьяспор» он дебютировал в турецкой Суперлиге. В этом же поединке Андреас забил свой первый гол за «Османлыспор».
Летом 2018 года Макссё перешёл в швейцарский «Цюрих», подписав контракт на три года. В матче против «Люцерна» 23 сентября он дебютировал в швейцарской Суперлиге. 9 февраля 2019 года в матче против «Грассхоппера» Андреас забил свой первый гол за «Цюрих».
3 июля 2019 года Макссё перешёл в немецкий «Юрдинген 05». 21 июля в матче против «Галлешера» он дебютировал в Третьей лиге.
В том же году Макссё вернулся на родину, подписав 9 сентября контракт на четыре года с клубом «Брондбю». 15 сентября в матче против своего бывшего клуба «Норшелланна» он дебютировал за новую команду. 28 июня 2020 года в поединке против «Норшелланна» Андреас забил свой первый гол за «Брондбю». В январе 2020 года Макссё был выбран капитаном. В 2021 году он помог клубу выиграть чемпионат.
27 января 2023 года Макссё перешёл в клуб MLS «Колорадо Рэпидз», подписав трёхлетний контракт по правилу назначенного игрока с опцией продления ещё на один год. В высшей лиге США он дебютировал 26 февраля в матче стартового тура сезона 2023 против «Сиэтл Саундерс».

## Международная карьера
В 2016 году Макссё в составе олимпийской сборной Дании принял участие в Олимпийских играх в Рио-де-Жанейро. На турнире он сыграл в матчах против команд Ирака, ЮАР, Бразилии и Нигерии.
В 2017 году в составе молодёжной сборной Дании Макссё принял участие в молодёжном чемпионате Европы в Польше. На турнире он сыграл в матчах против команд Италии, Германии и Чехии.

## Статистика

### Матчи Макссё за сборную Дании
| Матчи Макссё за сборную Дании | Матчи Макссё за сборную Дании | Матчи Макссё за сборную Дании | Матчи Макссё за сборную Дании | Матчи Макссё за сборную Дании | Матчи Макссё за сборную Дании |
| ----------------------------- | ----------------------------- | ----------------------------- | ----------------------------- | ----------------------------- | ----------------------------- |
| №                             | Дата                          | Соперник                      | Счёт                          | Голы Макссё                   | Соревнование                  |
| 1                             | 11 ноября 2020                | Швеция                        | 2:0                           | —                             | Товарищеский матч             |
| 2                             | 29 марта 2022                 | Сербия                        | 3:0                           | —                             | Товарищеский матч             |

Итого: 2 матча / 0 голов; 2 победы, 0 ничьих, 0 поражений.

## Достижения
Клубные
 «Брондбю»
- Победитель датской Суперлиги — 2020/2021